# Carl Wilhelm Petersen
Carl Wilhelm Petersen, född 31 januari 1868 i Hamburg, död 6 november 1933, var en tysk jurist och politiker (Deutsche Demokratische Partei), som 1924–1930 och 1932–1933 var Hamburgs borgmästare. 
Carl Wilhelm Petersen kom från en Hamburgfamilj där farfadern Carl Friedrich Petersen (1809–1892) var borgmästare i staden under 1800-talet. Petersen växte upp i en välbärgad familj och han tog studenten i Kiel och studerade sedan juridik i Heidelberg. Han var med och grundade det socialliberala partiet Deutsche Demokratische Partei 1919.
Efter andra världskriget blev Petersens bror Rudolf Petersen borgmästare i Hamburg.